# Quicksilver (filme)
Quicksilver (br: Quicksilver - O Prazer de Ganhar) é um filme estadunidense de 1986, do gênero romance, dirigido e roteirizado por Thomas Michael Donnelly, produzido por Daniel Melnick e Michael I. Rachmil e distribuído pela Columbia Pictures.

## Sinopse
Jack Casey é um jovem e bem sucedido corretor, que perde todo o seu dinheiro em um negócio arriscado na bolsa. Falido e desiludido, decide largar sua profissão e tornar-se um entregador da Kurtzweill's Quicksilver Express Co, uma empresa que faz suas entregas através de bicicletas.
Apesar do desapontamento de sua namorada e familiares, Jack passa a gostar de seu novo trabalho e novos amigos, entre os quais está a problemática Terri, com quem ele acaba vivendo um romance.

## Elenco
- Kevin Bacon .... Jack Casey
- Jami Gertz ..... Terri
- Paul Rodriguez .... Hector Rodriguez
- Rudy Ramos ..... Gypsy
- Laurence Fishburne .... Voodoo
- Louie Anderson .... Tiny
- Andrew Smith ..... Gabe Kaplan
- Gerald S. O'Loughlin .... Mr. Casey
- Georgann Johnson .... Mrs. Casey
- Charles McCaughan .... Airborne
- David Harris .... Apache
- Whitney Kershaw .... Rand
- Joshua Shelley .... Shorty